# Тейлор, Исидор Жюстен
Исидор Жюстен Северин Тейлор (фр. Isidore Justin Séverin Taylor; 1789, Брюссель — 1879, Париж) — барон (1825), французский драматург, художник, археолог-любитель, благотворитель, королевский комиссар Комеди Франсез в 1825—1830 и 1831—1838 годах.

## Биография
Сын Эли Тейлора, английского педагога, и Мари-Жаклин Вальвен, дочери заместителя мэра Брюгге. Исидору была предназначена военная карьера, он учился в Политехнической школе, но бросил учёбу. С раннего возраста много путешествовал, в 1811 году совершил поездку в Бретань и Фландрию, Германию и Италию. Принял французское подданство. Будучи помощником графа д’Орсе, сопровождал Людовика XVIII в Гент в 1815 году.
В 1818 году начал работу совместно с Шарлем Нодье над серией книг, посвящённых культурным достопримечательностям регионов Франции «Живописные путешествия по старой Франции» — первым серьёзным каталогом культурного наследия страны. Серия выходила с 1820 по 1878 год: первый том был посвящён Нормандии (1820), за ним последовали Франш-Конте (1825), Овернь (1829—1833), Лангедок (1837—1844), Пикардия (1835—1845), Дофине (1854), Шампань (1857), Бургундия (1863), последняя книга о Нормандии появилась в 1878 году. Отдельный том серии был посвящён Англии (1845—1846).
В 1821 году получил королевскую привилегию на открытие театра Панорама Драматик на парижском бульваре Тампль, театр работал два года.
В 1825 году Тейлору было пожаловано дворянство и баронский титул в честь коронации Карла X, покровительствовавшего ему. В том же году он стал королевским комиссаром при Комеди Франсез. Тейлор дружил с Виктором Гюго и Альфредом де Виньи (своим товарищем по полку). Он снискал славу справедливого администратора, но не избежал критики классицистов за то, что как «соотечественник Шекспира» якобы «презирает Корнеля, Расина и Вольтера». Благодаря ему на сцене французского театра утвердилась романтическая школа. При содействии Тейлора в Комеди Франсез были поставлены пьесы «Генрих III и его двор» Дюма (1829), «Эрнани» Гюго (1830), «Людовик XI» Казимира Делавиня (1832). Он сам переводил пьесы, писал декорации, работал над созданием костюмов.

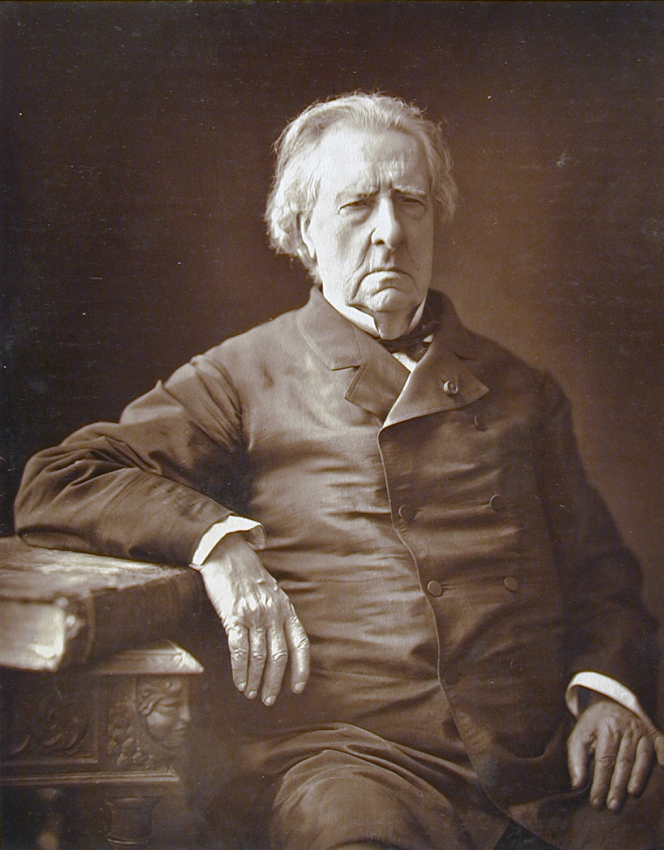
Фотография Тэйлора 1877 года

В 1835 году по распоряжению Луи-Филиппа совершил поездку в Испанию с целью приобретения картин для Испанской галереи Лувра (открылась в 1838 году).
Начиная с 1840 года создал ряд профессиональных ассоциаций для взаимопомощи: драматических художников (1840), музыкантов (1843), художников, скульпторов, архитекторов, дизайнеров и гравёров (1844), промышленных изобретателей и художников (1845), преподавателей (1859).
Ныне существует Фонд Тейлора (Париж, ул. Лабрюйера, 1).
Член Академии изящных искусств (1847), сенатор (1867), кавалер Ордена Почетного легиона (1877).
Похоронен в часовне на кладбище Пер-Лашез. Его бюст установлен на стеле рядом с улицей в 10-м округе Парижа, которая носит имя Тейлора.